# Daiki Morimoto
Daiki Morimoto (født 15. september 1995) er en japansk fodboldspiller, som spiller for den japanske fodboldklub SC Sagamihara.